# Comuna Suskovo, Svaleava
Suskovo (în ucraineană Сусково) este o comună în raionul Svaleava, regiunea Transcarpatia, Ucraina, formată din satele Pasika și Suskovo (reședința).

## Demografie
Componența lingvistică a comunei Suskovo
     Ucraineană (98,84%)
     Alte limbi (1,09%)
Conform recensământului din 2001, majoritatea populației comunei Suskovo era vorbitoare de ucraineană (98,84%), existând în minoritate și vorbitori de alte limbi.